# Elephant Butte
Elephant Butte es una ciudad ubicada en el condado de Sierra en el estado estadounidense de Nuevo México. En el Censo de 2010 tenía una población de 1431 habitantes y una densidad poblacional de 128,37 personas por km².

## Geografía
Elephant Butte se encuentra ubicada en las coordenadas 33°10′55″N 107°13′32″O / 33.18194, -107.22556. Según la Oficina del Censo de los Estados Unidos, Elephant Butte tiene una superficie total de 11.15 km², de la cual 11.12 km² corresponden a tierra firme y (0.23%) 0.03 km² es agua.

## Demografía
Según el censo de 2010, había 1431 personas residiendo en Elephant Butte. La densidad de población era de 128,37 hab./km². De los 1431 habitantes, Elephant Butte estaba compuesto por el 92.24% blancos, el 0.28% eran afroamericanos, el 0.91% eran amerindios, el 0.49% eran asiáticos, el 0% eran isleños del Pacífico, el 2.87% eran de otras razas y el 3.21% pertenecían a dos o más razas. Del total de la población el 13.56% eran hispanos o latinos de cualquier raza.